# Jack Davis
Jack Leonard Davis (Perth, 11 de março de 1917 – Perth, 17 de março de 2000) foi um dramaturgo, poeta e ativista aborígene australiano do século XX. O acadêmico Adam Shoemaker, que cobriu grande parte da obra de Jack Davis e da literatura aborígine, afirmou que ele foi um dos “autores aborígines mais influentes da Austrália”. Ele nasceu em Perth, Austrália Ocidental, onde passou a maior parte de sua vida e depois morreu. Ele se identificou com o povo Noongar da Austrália Ocidental e incluiu um pouco dessa linguagem em suas peças. Seu trabalho incorpora temas de aborígine e identidade.
Embora conhecido por sua obra literária, Davis não se concentrou na escrita até os cinquenta anos. Sua escrita centrou-se na experiência aborígine em relação ao assentamento de australianos brancos. Sua coleção de poemas The First Born foi seu primeiro trabalho a ser publicado e também o tornou o segundo aborígine a publicar poesia em 1970, depois de Kath Walker, também conhecida por seu nome aborígine Oodgeroo Noonuccal. Mais tarde, ele concentrou sua escrita em peças, começando com Kullark, que foi encenada pela primeira vez em 1979. Suas peças foram reconhecidas internacionalmente e foram apresentadas no Canadá e na Inglaterra. Seu trabalho e contribuição foram posteriormente reconhecidos pela Ordem do Império Britânico (BEM) em 1976, o Prêmio da Ordem da Austrália em 1985 e dois doutorados honorários da Universidade da Austrália Ocidental e da Universidade Murdoch. Seu trabalho hoje está incluído em muitos programas escolares australianos para as crianças lerem e discutirem.

## Vida pessoal

### Primeiros anos
Os primeiros cinco anos da vida de Davis foram passados em uma fazenda em Waroona, Austrália Ocidental com seus dez irmãos. Sua família mudou-se para Yarloop em 1923, depois que um incêndio florestal destruiu sua fazenda. Davis e sua família eram membros do povo Bibbulmun e Nyoongar e falavam a língua Nyoongar.

### Família
Sua mãe, cujo nome não está registrado, e seu pai, William Davis, também conhecido como "Bill", foram tirados de seus pais por serem considerados pelo governo como " mestiços". De acordo com a política australiana aprovada em 1890, as crianças que tinham pais aborígines de sangue puro e pais não aborígines eram consideradas mestiças, uma política que resultou nas Gerações Roubadas. Seus pais foram trabalhar para famílias brancas e nunca adquiriram educação, tornando-os analfabetos. Sua mãe tinha sete anos quando foi trabalhar para a família Stretch como empregada doméstica em Broome, Austrália Ocidental. Sua mãe lembra que embora a tratassem bem, ela nunca se sentiu parte da família. Seus empregadores nunca educaram sua mãe com seus outros filhos e ela seria deixada para fazer o trabalho doméstico enquanto eles iam para a escola. Seu pai tinha oito anos de idade quando saiu para trabalhar e adotou o sobrenome de seu chefe "Davis" porque não gostava do sobrenome de seu pai "Sung", que era sikh.  O pai e a mãe de Jack Davis se conheceram em Northam, Austrália Ocidental, e se casaram logo depois. Durante o casamento, eles tiveram seis filhas e cinco filhos.
William Davis trabalhava principalmente na indústria madeireira como cortador de toras e achava difícil sustentar onze filhos com sua renda. No entanto, seu amor pela caça e pelo mato permitiu que ele ainda fornecesse carne para a família.
O pai de Jack Davis morreu em 1933 depois de voltar para casa após um acidente de caça. Ele estava andando por um paddock no início da noite e foi atacado por um touro. Isso deixou a família sem renda financeira, levando a família a vender tudo e se mudar de Yarloop, uma área menos remota.
Depois que Jack Davis e seu irmão Harold voltaram para casa em Yarloop depois de trabalhar em Moore River Native Settlement, seu irmão Harold foi lutar na Segunda Guerra Mundial.

### Educação
Jack Davis frequentou a escola em Yarloop com seus dez irmãos e irmãs. Como o pai de Davis tinha status de cidadania australiana, seus filhos tiveram permissão para receber a mesma educação que as crianças com herança europeia. O status de cidadania de seu pai também significava que seus filhos não eram forçados a ir para um assentamento aborígine.
No início de 1932, aos quatorze anos, Jack Davis e seu irmão Harold receberam uma oferta de trabalho sob falsos pretextos no Moore River Native Settlement do Protetor dos Aborígines, AO Neville. Enquanto seu pai estava preocupado em enviar seus filhos para um assentamento aborígine, a Grande Depressão colocou uma pressão financeira em sua família e o trabalho era escasso. No assentamento nativo de Moore River, os aborígines deveriam aprender habilidades que os capacitariam a se integrar melhor na sociedade branca.
Os dois meninos estavam a trabalhar na fazenda em troca de trabalho e habilidades agrícolas, no entanto, isso acabou por ser uma promessa vazia que eles descobriram uma vez que chegaram. O assentamento segregava australianos brancos e aborígenes e proibia os aborígenes de falar suas línguas nativas. Davis e seu irmão estavam entre quatrocentos aborígenes que foram "oferecidos" trabalho no Moore River Native Settlement considerado como uma medida social pelo governo. Enquanto alguns aborígenes foram forçados a trabalhar, este não foi o caso de Jack Davis e seu irmão. Depois de nove meses, os dois meninos saíram para voltar para Yarloop. A experiência de Davis no Moore River Native Settlement mais tarde moldou sua obra literária.

### Empregos
Davis teve muitos empregos intensivos em mão-de-obra antes de se comprometer a escrever, incluindo ser pastor, treinador de cavalos, tropeiro, operário de moinho, motorista em vários métodos de transporte e caçador de cangurus. Em 1970, na época de publicar sua primeira coletânea de poemas The First Born, dedicou-se à literatura. Ele se tornou o gerente do Aboriginal Advancement Council Center em Perth de 1969 a 1973. Ele então se tornou editor da Aboriginal Publications Foundation de 1973 a 1979, que publicou uma revista chamada Identity que se concentrava no reconhecimento da literatura aborígine.

## Atuação como escritor
Jack Davis começou sua carreira de escritor publicando uma coleção de poemas chamada The First Born em 1970. Mais tarde, ele publicou sua segunda coleção de poesia chamada Jagardoo em 1977, que foi ilustrada por Harold Thomas (que também desenhou a bandeira aborígine australiana).
Depois disso, ele começou a se concentrar na dramaturgia, publicando um total de cinco peças e duas peças infantis:
Peças adultas
- 1979: Kullark (em inglês)
- 1981:The Dreamers (em inglês)
- 1985: No Sugar (em inglês)
- 1989: Barungin (em inglês)
- 1990: In Our Town (em inglês)

Peças infantis
- 1987: Honey Spot (em inglês)
- 1994: Moorli and the Leprechaun (em inglês)

Davis também escreveu um monodrama chamado Wahngin Country, mas nunca o terminou. O acadêmico Bob Hodge, que escreveu o jornal revisado por pares Jack Davis and the Emergence of Aboriginal Writing em 1994, afirmou que Davis estava interessado na "História Branca" e como ela omitia a história aborígine e sua perspectiva.
De acordo com acadêmicos, Davis queria oferecer uma narrativa alternativa que incluísse a história aborígene. Davis descobriu que o formato mais eficaz era transformar a tradição indígena de contar histórias orais em peças escritas e performance. Temas em seu trabalho resumem a história e a discriminação dos aborígenes, incluindo o primeiro contato com colonos brancos. O acadêmico Adam Shoemaker descreveu seu trabalho como sempre aludindo à história do povo aborígene, mesmo quando suas peças não mencionam o passado.

## Peças

### Kullark
A peça Kullark, de Davis, traduzida como "casa" é frequentemente considerada pelos acadêmicos como um documentário, detalhando o início do assentamento branco na Austrália Ocidental em 1829.
Kullark, publicado em 1979, significa "casa" na língua Nyoongar. O significado da peça é interpretado pelos acadêmicos como um protesto, criticando a história colonial registrada do assentamento branco de 1829 na Austrália Ocidental.
A peça documenta a história e o primeiro contato entre o povo aborígine e os colonos brancos do ponto de vista do autor, usando uma família aborígine que foi afetada pela história que Davis está tentando divulgar. Davis usa uma estrutura cronológica e documental para apresentar a peça. Ele inclui detalhes como os colonos brancos comercializando farinha branca envenenada e os massacres em Pinjarra em 1834. Acadêmicos inferiram que Davis inclui os detalhes desses eventos para dar voz ao povo aborígine e uma história conhecida que foi omitida anteriormente. Kullark foi a primeira peça de Davis a iniciar essa jornada de narrativa histórica.

### The Dreamers
The Dreamers foi apresentado pela primeira vez em 1972 e publicado em 1981. A peça centra sua narrativa em torno da memória de três homens aborígines que trabalharam no assentamento nativo de Moore River. Davis escreveu que pretendia confrontar o público branco e negro com uma imagem verdadeira e intransigente da vida urbana aborígine.

### No Sugar
A peça No Sugar de Davis foi publicada pela primeira vez em 1986 e obteve grande aclamação; recebendo o Australian Writers Guild Award (AWGIE) de melhor peça teatral, no ano em que foi publicado. A peça foi ambientada na década de 1930 durante a Grande Depressão e conta a história de uma família aborígine que é removida de sua casa e forçada a trabalhar no assentamento nativo de Moore River. Um artigo do Sydney Morning Herald escreve que a peça é uma rejeição da assimilação branca e da degradação da vida e da cultura aborígine. A peça inclui muitas referências da língua Nyoongah. Acadêmicos como Bob Hodge consideram isso uma tentativa de validar a importância da cultura aborígine, ao mesmo tempo em que comunicam os sentimentos de isolamento quando as pessoas não conseguem entender sua própria língua e costumes culturais.
Uma produção da peça dirigida por Bob Maza foi apresentada no Black Theatre Arts and Culture Center em Redfern em 1994.
No Sugar foi utilizado para alunos da Victorian High School Syllabus que estão no curso de Inglês como Língua Adicional (EAL) para o Higher School Certificate (HSC). No entanto, conforme mencionado no periódico The Sydney Morning Herald, há um debate sobre se os temas e a inclusão da língua Nyoongah são muito complexos para os alunos que estão tentando aprender os fundamentos do inglês.

### Barungin
A peça de Davis, Barungin, foi publicada em 1989 e se traduz como "Cheirar o Vento" na língua Nyoongah. A peça enfoca o alto índice de encarceramento de aborígines e o grande número de mortes de aborígines sob custódia . Durante o ano em que a peça foi publicada, os aborígines australianos representavam dez por cento da média nacional de pessoas na prisão. A peça se passa na Austrália Ocidental, onde a taxa de encarceramento dos aborígines era de 35%.

## Análise temática

### Aboriginalidade e Aboriginalismo
Os acadêmicos referem-se aos conceitos de aboriginalidade e aboriginalismo ao analisar a obra de Davis. De acordo com os acadêmicos, o trabalho de Davis encapsula esses temas ao construir o pensamento ocidental em seu trabalho e usar a língua nativa Nyoongah como uma forma de empoderamento aborígine.
O acadêmico Bob Hodge afirma que o aborígine é muito parecido com o orientalismo, onde a sociedade branca vê os de diferentes raças e cultura como “o outro”. O conceito é retratado como uma sociedade branca precisando consertar essas diferenças culturais, o que é referenciado nas peças de Davis. Acadêmicos disseram que Davis e outros escritores aborígines, como Oodgeroo Noonuccal, dos anos sessenta e setenta, usaram a literatura como uma forma de ativismo contra esses ideais e como uma poderosa forma de comunicação para escrever sua própria história.
Acadêmicos analisaram o trabalho de Davis pelas lentes do aborígine enquanto ele usa a forma ocidental de comunicação para se conectar a um público branco. As peças são vistas como uma forma de comunicação ocidental, pois a história aborígine revelou que os indígenas australianos contavam histórias por meio da comunicação oral, mais comumente conhecida como Tempo do Sonho. Ao incluir essas conotações aborígines, os acadêmicos acreditam que ele está tentando mostrar a um público branco outra forma de história por meio de um método de comunicação que eles conhecem. Kullark, a primeira peça de Davis em 1979 é usada como exemplo por acadêmicos para mostrar que Davis está enfrentando a questão do aborígene. Davis fornece um relato histórico e cronológico em Kullark, incluindo os aborígenes onde antes não existiam. De acordo com os acadêmicos, Davis acreditava que os historiadores brancos não estavam dispostos a escrever a história aborígine e isso, ele sentiu, era necessário para registrar a história aborígine da maneira ocidental. Seu propósito de escrever era para as pessoas saberem que os aborígines foram omitidos da história dos brancos e, em seguida, fornecer o relato dos aborígenes. Seu objetivo, no entanto, era que as gerações futuras refletissem e lessem a história que incluía tanto os aborígines quanto os não aborígines. Aborígenes abrange a resposta e a reação dos escritores indígenas na recuperação de sua cultura e história. É visto como um protesto contra o imperialismo branco e as políticas de assimilação que dominaram o início do assentamento branco na Austrália. O conceito de "aboriginalidade" dentro da literatura também inclui propostas de como os brancos e os indígenas podem seguir em frente. Este conceito foi introduzido na década de 1960, quando a literatura aborígine foi publicada pela primeira vez, propondo um novo caminho a seguir.

### Sobrevivencialismo
De acordo com os acadêmicos, a temática do sobrevivencialismo é recorrente na obra de Davis, pois se refere ao primeiro assentamento de pessoas brancas e à longa batalha que os aborígines tiveram para lutar por sua existência, terra, cultura, história e direitos. Acadêmicos revelam o empoderamento que os aborígines sentem quando se veem no palco atuando nas peças de Davis, simbolizando sua capacidade de recuperar seu senso de valor.

### Influência
A vida e a história de Davis foram uma força motriz e uma influência em sua obra literária. A experiência de Davis em Moore River Native Settlement moldou sua peça Kullark, No Sugar e The Dreamers. Na peça de Davis, No Sugar, ele recria a experiência usando diferentes personagens e detalhando a grande quantidade de aborígenes levados para o assentamento nativo do rio Moore River Native Settlement aparece em suas peças Kullark, No Sugar e The Dreamers. Davis usa os discursos de Neville em suas peças para retratar a perspectiva do governo sobre os aborígenes. Além disso, segundo os acadêmicos, Davis tenta demonstrar como o governo acreditava que estava fazendo a coisa certa para os aborígenes, mas se esqueceu de ver a perspectiva aborígine e a dor e o sofrimento resultantes. Os acadêmicos inferem que Davis evoca uma compreensão da mentalidade europeia, mas mostra como essa atitude também moldou a maneira como os aborígenes se veem. De acordo com os acadêmicos, as peças de Davis não deveriam ser um lugar de conflito ou um desabafo de raiva, mas um lugar de clareza, capacitação e compreensão.
Seus poemas foram citados no escritor chinês Prêmio Hugo Liu Cixin "Three Body 3".

Sua infância em Yarloop foi apresentada em sua poesia. Seu poema "Magpie" foi influenciado por sua caminhada da escola para casa pelas florestas de jarrah e pela vida selvagem:
Pega, pega, pega, pega

Andar alegre, olhos atrevidos,

Você não parece ter um inimigo,

Não sei por que.

Especialmente você, Sr Male,

Com seu vestido elegante,

E sua cauda preta e branca.

Eu vi você bater seu companheiro

E fazê-la gritar enquanto você repreende,

Caminhando, correndo sobre meu gramado,

Tagarelando no início da madrugada,

Como se fosse seu também.

Pensando melhor, até onde os pássaros vão

E o que eles sabem,

Também acredita no direito à terra!
Ele escreveu outro poema sobre sua experiência de fazer seu próprio arco e flecha e matar um pisco-de-peito-ruivo pelo qual sentiu grande remorso.

## Obras publicadas

### Peças
- 1972: Kullark (em inglês)
- 1982: The Dreamers (em inglês)
- 1985: No Sugar (em inglês)
- 1985: Honeyspot (em inglês)
- 1986: Moorli and the Leprechaun (em inglês)
- 1988: Burungin (em inglês)
- 1989: Plays from BlackAustralia (em inglês)
- 1990: In Our Town (em inglês)

### Poesias
- 1970: The First-born and other poems (em inglês)
- 1970: The Black Tracker (em inglês)
- 1978: Jagardoo: Poems from Aboriginal Australia (em inglês)
- 1988: John Pat and Other Poems (em inglês) Editora Dent Austrália ISBN 0-86770-079-3
- 1992: Black Life: poems (em inglês)
- Wurru: poem from Aboriginal (em inglês)

### Outros trabalhos
- 1988: Jack Davis: A life-story (em inglês)
- 1991: A Boy's Life (em inglês)
- 1992: Paperbark: A Collection of Black Australian Writings (em inglês)[19]